# سیمبی کالی
سیمبی کالی (انگلیسی: Simbi Khali; ۲۸ آوریل ۱۹۷۱ –) بازیگر، صداپیشه، خواننده، ترانه‌سرا و رپر اهل ایالات متحده آمریکا بود. وی از سال ۱۹۹۰ میلادی تاکنون مشغول فعالیت بوده‌است.
از فیلم‌ها یا برنامه‌های تلویزیونی که وی در آن نقش داشته‌است می‌توان به سومین سنگ بعد از خورشید اشاره کرد.